# Ira G. Hersey

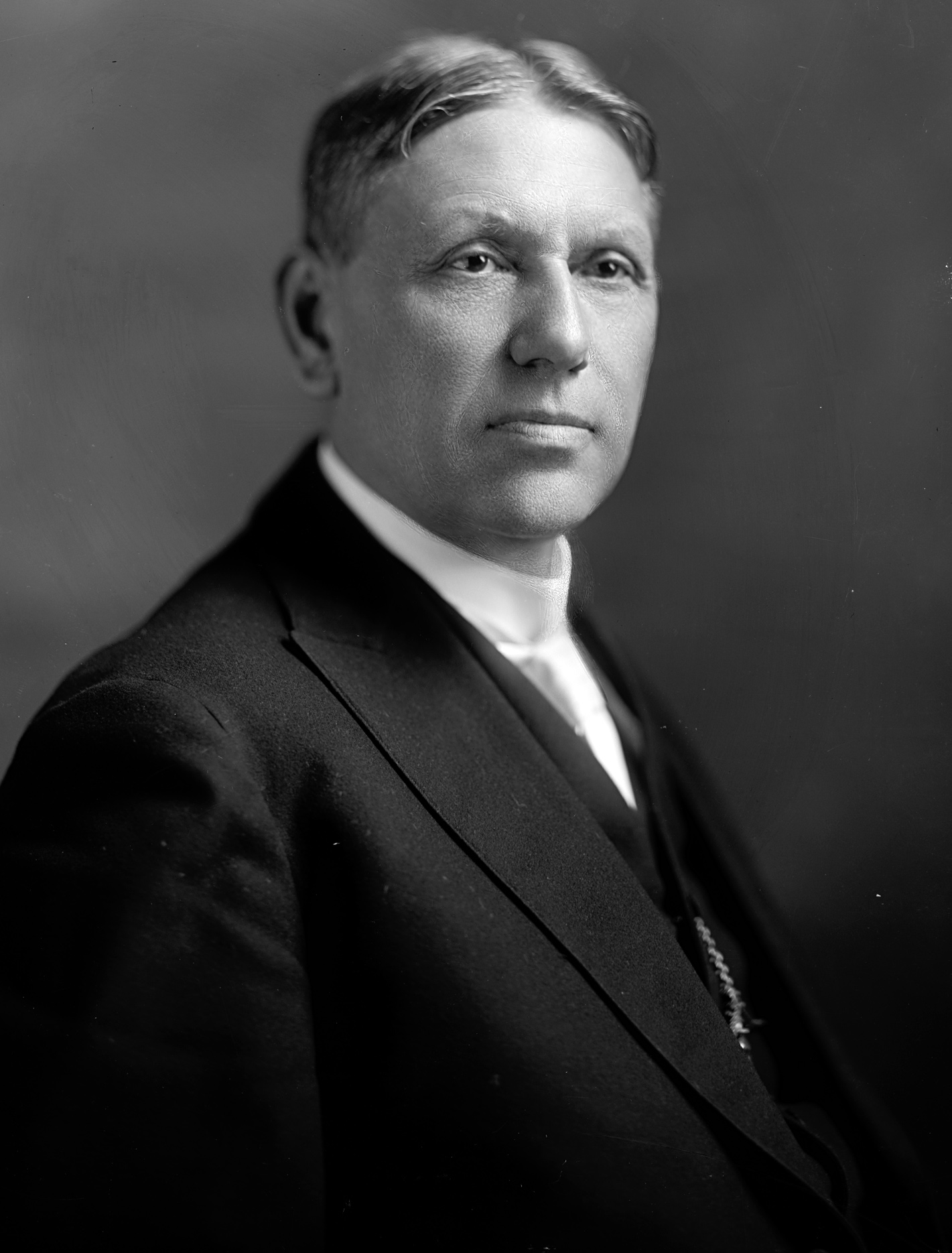
Ira G. Hersey

Ira Greenlief Hersey (* 31. März 1858 in Hodgdon, Aroostook County, Maine; † 6. Mai 1943 in Washington, D.C.) war ein US-amerikanischer Politiker. Zwischen 1917 und 1929 vertrat er den Bundesstaat Maine im US-Repräsentantenhaus.

## Werdegang
Ira Hersey besuchte die öffentlichen Schulen seiner Heimat und danach das Ricker Classical Institute in Houlton. Nach einem anschließenden Jurastudium und seiner im Jahr 1880 erfolgten Zulassung als Rechtsanwalt begann er in Houlton in seinem neuen Beruf zu praktizieren. Politisch wurde Hersey Mitglied der Republikanischen Partei. Im Jahr 1886 kandidierte er erfolglos für das Amt des Gouverneurs von Maine. Zwischen 1909 und 1912 war Hersey Abgeordneter im Repräsentantenhaus von Maine; von 1913 bis 1916 gehörte er dem Staatssenat an, dessen Präsident er ab 1915 war.
1916 wurde Hersey im vierten Wahlbezirk von Maine in das US-Repräsentantenhaus in Washington gewählt, wo er am 4. März 1917 die Nachfolge von Frank E. Guernsey antrat. Nach fünf Wiederwahlen konnte er bis zum 3. März 1929 sechs zusammenhängende Legislaturperioden im Kongress absolvieren. Von 1919 bis 1921 war er Vorsitzender des Ausschusses für öffentliche Liegenschaften. Im Jahr 1926 war er einer der vom Kongress beauftragten Offiziellen beim Amtsenthebungsverfahren gegen den Bundesrichter George W. English aus Illinois. In Herseys Zeit im Kongress fiel der Erste Weltkrieg. Außerdem wurden der 18. und der 19. Verfassungszusatz beraten und verabschiedet.
Bei den Wahlen des Jahres 1928 wurde Ira Hersey von seiner Partei nicht mehr für den Kongress nominiert. Zwischen 1934 und 1942 war er Richter am Nachlassgericht im Aroostook County. Danach zog er sich in den Ruhestand zurück, den er in der Bundeshauptstadt Washington verbrachte. Dort ist Ira Hersey am 6. Mai 1943 auch verstorben. Er wurde in Houlton beigesetzt.